# Hvis lyset tar oss
Albums de Burzum
Det som engang var Filosofem
Hvis lyset tar oss (littéralement « Si La Lumière Nous Prend ») est le troisième album du projet solo de black metal norvégien Burzum qui fut enregistré en septembre 1992, mais n'a été publié qu'en mai 1994. Il est désormais considéré, avec l'album suivant Filosofem, comme un monument du black metal qui a ouvert la voie à toute une génération de groupes, et le premier titre Det som en gang var est devenu un classique du genre. 
L'album est dédié à Fenriz de Darkthrone et Demonaz d'Immortal.
L'édition originale en vinyle est limitée à 2 000 disques numérotés (en vinyle coloré). Back on Black a aussi sorti une édition limitée à 2 000 exemplaires en vinyle noir.

## Liste des morceaux
| No | Titre                     | Traduction                       | Durée |
| -- | ------------------------- | -------------------------------- | ----- |
| 1. | Det som en gang var       | Ce qui fut                       | 14:21 |
| 2. | Hvis lyset tar oss        | Avant que la lumière nous prenne | 8:05  |
| 3. | Inn i slottet fra drømmen | Dans le château du rêve          | 7:52  |
| 4. | Tomhet                    | Le vide                          | 14:12 |

## Composition
- Count Grishnackh : Chant, guitare, basse, batterie, synthétiseur et production.
- Pytten : production.

## Illustration

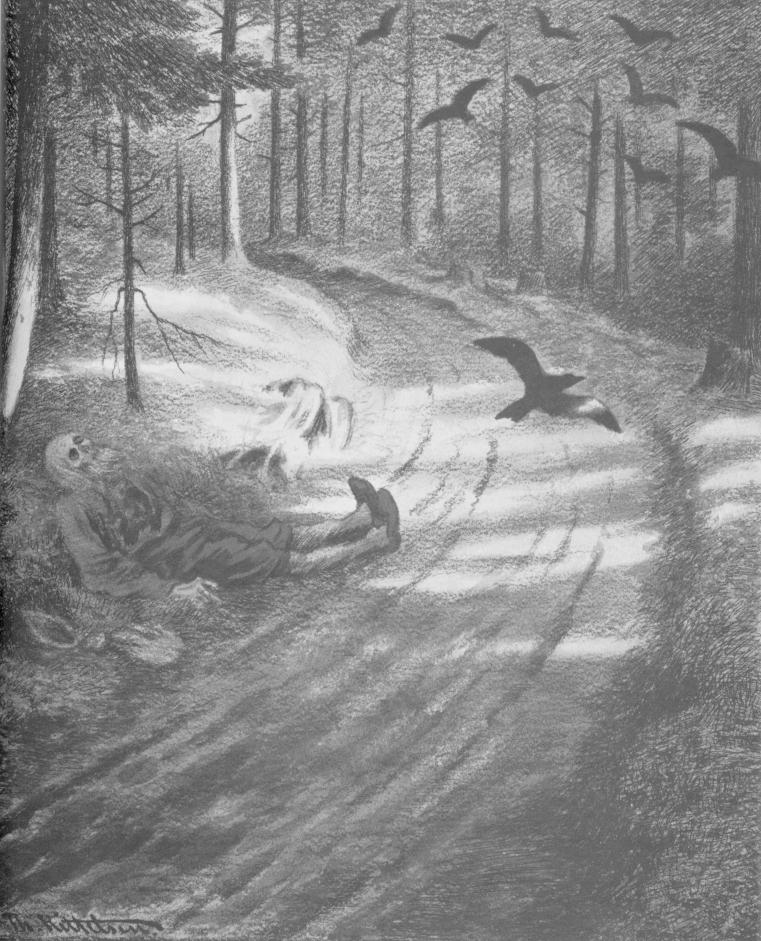
Theodor Kittelsen, Fattigmannen, 1894-1895.

Sur la pochette est reproduit un dessin de l'artiste norvégien Theodor Kittelsen nommé Fattigmannen (« L'indigent »). Sur la couverture arrière de l'album est reproduit un autre dessin de Kittelsen intitulé Pesta i trappen (« La peste dans les escaliers »).

## Réédition
L'album a été réédité en 2005 chez Black Records (CD et vinyle).